# Национальный парк Прибалатонской возвышенности

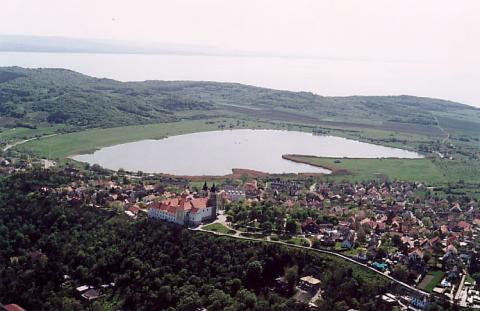
Внутреннее озеро на Тихани

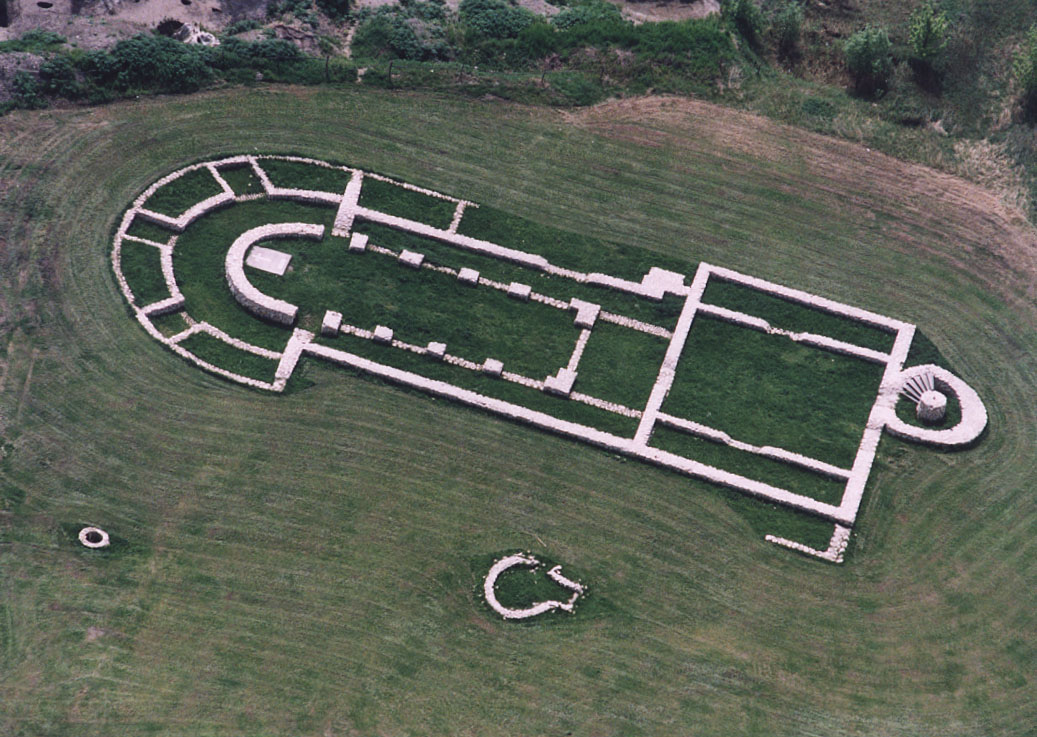
Остатки романской базилики в Залаваре

Национальный парк Прибалатонской возвышенности (венг. Balaton-felvidéki Nemzeti Park) — национальный парк в юго-западной части Венгрии, в Центрально-Задунайском крае на территории медье Зала и Веспрем.
Площадь национального парка — 570 км². Парк основан в 1997 году.
Национальный парк располагается к северу от озера Балатон, в горах Баконь, и тянется узкой полосой вдоль всего озера от Балатонфюреда до Кестхея. Ширина парка составляет от 1 до 15 километров. Наиболее интересными местами парка являются полуостров Тихань, пещеры Тапольцы, бассейны рек Тапольца и Кали, горы Южного Баконя и заболоченная территория в устье Залы — Киш-Балатон (Малый Балатон).
Территория парка гористая, ландшафт — вулканический. Здесь множество потухших вулканов, бывших гейзеров, кратеров, выходов лавы, имеющих порой крайне причудливые формы. Самый большой базальтовый «орган» расположен на горе Сент-Дьёрдь. За этой горой, рядом с городом Тапольца расположен вход в пещеры с подзёмными озёрами, обнаруженные лишь в 1903 году.
В парке произрастает множество редких растений, из них двести видов находятся под охраной, а девять под усиленной охраной. Здесь обитает также большое число птиц и редких животных. Внутренние озёра полуострова Тихань и Киш-Балатон играют важную роль в сезонных миграциях перелётных птиц, использующих их для отдыха.
Заповедный луг Шашди является единственным в Венгрии местом, где растёт реликтовое растение ледникового периода — первоцвет мучнистый.